# جورج س. بالدوين
جورج س. بالدوين (بالإنجليزية: George C. Baldwin)‏ هو فيزيائي نظري أمريكي، ولد في 5 مايو 1917، وتوفي في 23 يناير 2010.